# Miessaureape
Miessaureape är ett naturreservat i Jokkmokks kommun i Norrbottens län.
Området är naturskyddat sedan 2017 och är 0,8 kvadratkilometer stort. Reservatet består av högvuxen tallskog. 